# Hans-Josef Becker
Hans-Josef Becker (n. Belecke, Renania del Norte-Westfalia, Alemania, 8 de junio de 1948) es un arzobispo católico, escritor, profesor, filósofo y teólogo alemán.

## Biografía
Desde jovencito ya descubrió su vocación religiosa.
Obtuvo un Grado en Ciencias de la Educación y después estuvo estudiando Filosofía y Teología en las ciudades de Paderborn y Múnich.
Tras finalizar sus estudios superiores, el día 11 de junio de 1977 fue ordenado sacerdote para la Archidiócesis de Paderborn, por el entonces Cardenal-Arzobispo Metropolitano, Johannes Joachim Degenhardt.
Tras recibir el sacramento del orden, inició su ministerio sacerdotal como capellán de Minden, Paderborn y Lippstadt. 
Luego a partir de 1995 se encargó de dirigir el personal pastoral y se convirtió en vicario general del Arzobispado.

## Episcopado

### Obispo Auxiliar de Paderborn
Posteriormente, el 9 de diciembre de 1999 fue nombrado por el Papa Juan Pablo II, como nuevo Obispo Auxiliar de la Arquidiócesis de Paderborn y Obispo titular de la antigua sede eclesiástica de Vina.
Recibió su consagración episcopal el 23 de enero del 2000 a manos de su consagrador, Johannes Joachim Degenhardt. Como co-consagradores tuvo al obispo Heinz Josef Algermissen y al cardenal Reinhard Marx.

### Administrador Apostólico y Arzobispo de Paderborn
Después del fallecimiento de Johannes Joachim Degenhardt en 2002, pasó a servir durante este periodo de sede vacante como Administrador Diocesano de la Archidiócesis de Paderborn, hasta que el 3 de julio de 2003, Juan Pablo II le nombró como nuevo Arzobispo Metropolitano de la Arquidiócesis de Paderborn.
Tomó posesión oficial del cargo, el día 28 de septiembre de ese mismo año, durante una ceremonia que tuvo lugar en la Catedral de Santa María, San Kilian y San Liborio.
En 2005 fue elegido como Gran Maestre de la Orden del Santo Sepulcro de Jerusalén.
Dentro de la Conferencia Episcopal Alemana ostenta desde 2006 el cargo de Presidente de la Comisión de Educación y la Escuela. Desde 2008 es también Vicepresidente de la Comisión del Periodismo y en julio de 2012, el cardenal Kurt Koch le nombró como Copresidente de la Comisión del Diálogo de la Iglesia Católica.

## Obras
- Manfred Grothe (Hrsg.): Auf dein Wort hin. Amtseinführung von Erzbischof Hans-Josef Becker. Bonifatius-Verlag, Paderborn 2004, ISBN 3-89710-281-1
- Andreas Fisch (Hrsg.): Gut wirtschaften. Erzbischof Hans-Josef Becker zur Verantwortung von Unternehmern. Bonifatius-Verlag, Paderborn 2018, ISBN 978-3-89710-769-4